# Stéphane Giusti
Pour les articles homonymes, voir Giusti (patronyme).
Stéphane Giusti est un réalisateur, scénariste et acteur français né en 1964 à Toulon.

## Biographie
Stéphane Giusti est né de parents d'origine italienne.

## Filmographie
- 1997 : L'Homme que j'aime, est une production Arte
- 1997 : La Ballade de Titus.
- 1999 : Pourquoi pas moi ?
- 2001 : Bella ciao
- 2006 : Fort comme un homme, tourné en 2006 pour la chaîne Arte.
- 2006/2007 : il crée avec Alain Robillard la série Les Bleus, premiers pas dans la police.
- 2007 : Stéphane Giusti tourne Made in Italy, son troisième long métrage, sorti en juin 2008.
- 2009 : Stéphane Giusti réalise Douce France . Ce téléfilm est diffusé le 9 et le 16 décembre 2009 sur France 2.
- 2009 : Après moi, avec Aure Atika, Malik Zidi et Karina Testa, écrit par Chris Vander Stappen. Tournage à Bruxelles en automne 2010.
- 2013 : Odysseus, série française adaptée de l'Odyssée d'Homère. Arte.  Diffusion en France en 2013.